# Distrito de Chalaco
El distrito de Chalaco es uno de los diez distritos que conforman la provincia de Morropón, ubicada en el departamento de Piura, bajo la administración del Gobierno regional de Piura, en el norte del Perú.
Limita al norte, noroeste y al oeste con el distrito de Santo Domingo, al suroeste y sur con el distrito de Santa Catalina de Mossa, al sureste con el distrito de Yamango, y al este y noreste con el distrito de Pacaipampa, de la provincia de Ayabaca.
Desde el punto de vista de la jerarquía de la Iglesia católica, forma parte de la Diócesis de Chulucanas.

## Historia
Fue creado mediante Ley 8174 del 31 de enero de 1936 durante el gobierno del Presidente Óscar R. Benavides.
Fue segregado de la provincia de Ayabaca elevándosele a la categoría de Villa por Ley N° 9665 del 19 de enero de 1942.

## Geografía
Está ubicado a 2200 m s. n. m. Tiene una superficie de 151,96 km².  Su capital es la localidad de Chalaco.
Dentro de sus caseríos se encuentra El Altillo, Capullanas, Choza Quemada, Guayaquil, San Juan de Chalaco, Santa Ana y Santiago.

## Autoridades

### Municipales
- 2019-2022
  - Alcalde: Orlando Velásquez Calle

- 2015-2018[4]
  - Alcalde: Yener Córdova Fuentes, del Movimiento Democrática del Norte (UDN).
  - Regidores: Wilmer Emilio Saavedra Cordova (UDN), Anilda Córdova de García (UDN), Valerio García Berrú (UDN), Romel Ramírez García (UDN), Amalia Genara Pintado León (Somos Perú).
- 2011-2014[5]
  - Alcalde: Orlando Velásquez Calle, del Partido Democrático Somos Perú (SP).
  - Regidores: María Esther Berru Calle (SP), Antero Yovani Román López (SP), Mario Edilberto García Córdova (SP), Keimer Omar Mondragón Cruz (SP), Ramón Reyes Livia (Movimiento De Desarrollo Local).
- 2007-2010
  - Alcalde: Orlando Velásquez Calle.

### Policiales
- Comisario: Sargento PNP .

### Religiosas
- Diócesis de Chulucanas[6]
  - Obispo: Mons. Daniel Thomas Turley Murphy (OSA).[7]
- Parroquia
  - Párroco: Pbro.